# Monte Campione (Prealpi Bergamasche)
Il Monte Campione è una montagna di 2.171 metri tra la provincie di Bergamo e di Brescia, in particolare al confine tra la val di Scalve e la Val Camonica. Sul versante orientale bresciano sorge il rifugio monte Campione. È raggiungibile dal passo del Vivione tramite il passo del Campelli.